# Sericostoma medium
Sericostoma medium là một loài Trichoptera trong họ Sericostomatidae. Chúng phân bố ở miền Cổ bắc.